# Anthology (álbum de Michael Jackson)
Anthology é uma coletânea de hits lançada pela gravadora Motown com o cantor pop e R&B Michael Jackson com canções do Jackson 5 e material raro e inédito de 1973. O álbum foi lançado nos Estados Unidos em 14 de novembro de 1986 e re-lançado em 8 de novembro de 1995
| Críticas profissionais                                                      | Críticas profissionais |
| Avaliações da crítica                                                       | Avaliações da crítica  |
| Fonte                                                                       | Avaliação              |
| --------------------------------------------------------------------------- | ---------------------- |
| Allmusic                                                                    | [ 1 ]                  |
| Esta tabela precisa de ser acompanhada por texto em prosa. Consulte o guia. |                        |

## Faixas

### Disco Um
1. "Got to Be There"
2. "Rockin' Robin"
3. "Ain't No Sunshine"
4. "Maria (You Were the Only One)"
5. "I Wanna Be Where You Are"
6. "Girl, Don't Take Your Love from Me"
7. "Love Is Here and Now You're Gone"
8. "Ben"
9. "People Make the World Go 'Round"
10. "Shoo-Be-Doo-Be-Doo-Da-Day"
11. "With a Child's Heart"
12. "Everybody's Somebody's Fool"
13. "Greatest Show on Earth"
14. "We've Got a Good Thing Going"
15. "In Our Small Way"
16. "All the Things You Are"
17. "You Can Cry on My Shoulder"
18. "Maybe Tomorrow" (The Jackson 5)
19. "I'll Be There" (The Jackson 5)
20. "Never Can Say Goodbye" (The Jackson 5)
21. "It's Too Late to Change the Time" (The Jackson 5)
22. "Dancing Machine" (The Jackson 5)

### Disco Dois
1. "When I Come of Age"
2. "Dear Michael"
3. "Music and Me"
4. "You Are There"
5. "One Day in Your Life"
6. "Make Tonight All Mine"
7. "Love's Gone Bad"
8. "That's What Love Is Made Of"
9. "Who's Looking for a Lover"
10. "Lonely Teardrops"
11. "Cinderella Stay Awhile"
12. "We're Almost There"
13. "Take Me Back"
14. "Just a Little Bit of You"
15. "Melodie"
16. "I'll Come Home to You"
17. "If'n I Was God"
18. "Happy"
19. "Don't Let It Get You Down"
20. "Call on Me"
21. "To Make My Father Proud"
22. "Farewell My Summer Love"